# オショグボ
オショグボ(Oṣogbo)はナイジェリア南西部のオスン州の州都。
2006年の人口は約15.7万人。
イバダンの北東88km、イロリンの南100km、アクレの北西115kmに位置する。